# 尼泊尔总理
尼泊尔总理是尼泊尔政府首脑、尼泊尔大臣会议主席、尼泊尔总统首席顾问。
尼泊尔现任总理是卡德加·普拉萨德·夏尔马·奥利。